# Trudovói (Leningrádskaya, Krasnodar)
Trudovói (del ruso: Трудовой) es un posiólok del raión de Leningrádskaya del krai de Krasnodar, en Rusia. Está situado 18 km al sureste de Leningrádskaya y 140 km al nordeste de Krasnodar, la capital del krai. Tenía 299 habitantes en 2010.
Pertenece al municipio Vostóchnoye.